# Calendrier kurde
Le calendrier kurde (Kurde : کوردی),,,, est un calendrier utilisé essentiellement dans la région du Kurdistan irakien ; et simultanément avec les calendriers hégirien et grégorien.

## Nouvel an
Le début de l'année, dans ce calendrier, est marqué par la fête de Norouz, le jour de l'équinoxe de printemps.

## Histoire
L'évènement retenu pour le début du calendrier kurde est celui de la bataille de Ninive (en), une conquête des Assyriens par les Mèdes en 612 av. J.-C.,,.

## Mois
Les noms des mois sont souvent dérivés des évènements survenant au cours du mois considéré.
| N° | Jours | Graphie arabe | Romanisation       | Signification approximative                                                   |
| -- | ----- | ------------- | ------------------ | ----------------------------------------------------------------------------- |
| 1  | 31    | خاکەلێوە      | Xakelêwe           |                                                                               |
| 2  | 31    | گوڵان         | Gulan              | Semble dérivé du mot kurde Gul signifiant 'fleur'.                            |
| 3  | 31    | زەردان        | Zerdan / Cozerdan  |                                                                               |
| 4  | 31    | پووشپەڕ       | Pûşperr            |                                                                               |
| 5  | 31    | گەلاوێژ       | Gelawêj            | Nommé à partir de l'étoile Gelawêj (Sirius) qui redevient visible en ce mois. |
| 6  | 31    | خەرمانان      | Xermanan           | Semble dérivé du mot kurde Xerm signifiant 'chaud'.                           |
| 7  | 30    | بەران         | Beran / Rezber     |                                                                               |
| 8  | 30    | گێزان         | Gêzan / Xezelwer   |                                                                               |
| 9  | 30    | ساران         | Saran / Sermawez   |                                                                               |
| 10 | 30    | بەفران        | Befran / Befranbar | Semble dérivé du mot kurde Befr signifiant 'neige'.                           |
| 11 | 30    | ڕێبەندان      | Rêbendan           |                                                                               |
| 12 | 29/30 | ڕەشەمە        | Reşeme             |                                                                               |

Notes :
- Les 3 premiers mois de 31 jours sont les mois de printemps.
- Les 3 mois de 31 jours suivants sont les mois d'été.
- Les 3 mois d'automne ont eux 30 jours.
- Les 3 derniers mois d'hiver ont 30 jours, sauf le dernier qui a 29 jours lors des années communes, non bissextiles.